# Kanton Toulon-9
Kanton Toulon-9 (fr. Canton de Toulon-9) je francouzský kanton v departementu Var v regionu Provence-Alpes-Côte d'Azur. Tvoří ho pouze část města Toulon.

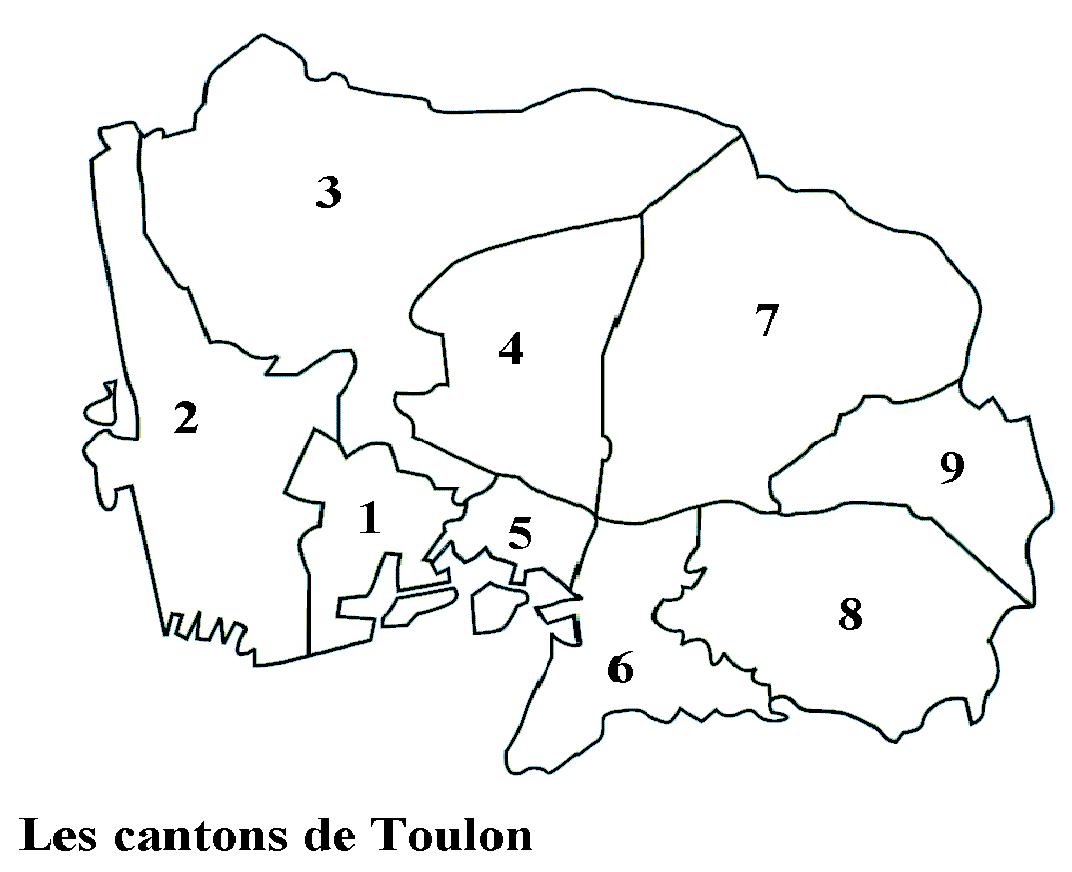
Uspořádání kantonů na mapě města Toulon